# 潮騒 (1964年の映画)
『潮騒』（しおさい）は、三島由紀夫の小説『潮騒』を原作に森永健次郎が監督した1964年（昭和39年）製作・公開の日本映画。カラー。
森永健次郎監督による、吉永小百合と浜田光夫コンビの作品。舟木一夫と和泉雅子、西郷輝彦と松原智恵子などの歌謡青春映画に引き継がれる純文学素材の作品。

## スタッフ
- 監督：森永健次郎
- 原作：三島由紀夫
- 脚本：棚田吾郎、須藤勝人
- 音楽：中林淳誠
- 撮影：松橋梅夫
- 美術：西亥一郎
- 照明：高島正博
- 録音：太田六敏
- 編集：近藤光雄
- スチール：式田高一
- 企画：笹井英男

## キャスト
- 久保新治：浜田光夫
- 宮田初江：吉永小百合
- 宮田照吉：石山健二郎
- 久保とみ：清川虹子
- 川本安夫：平田大三郎
- 千代子：松尾嘉代
- 灯台長：清水将夫
- 灯台長の妻：原恵子
- 歌島丸の船長：鴨田喜由
- 大山十吉：菅井一郎
- 林竜二：前野霜一郎
- 川本隆一：衣笠真寿男
- お春婆：高橋とよ
- 川本隆一：衣笠真寿男
- 若い者A：光沢でんすけ
- 若い者B：高緒弘志
- 若い者C：井田武
- 海女：渡辺節子
- 小学校の先生：天坊準
- 吏員：青木富夫
- 竹さん：澄川透
- 使用人：榎木兵衛